# Bill Gold
William „Bill“ Gold (* 3. Januar 1921 in New York City, New York; † 20. Mai 2018 in Old Greenwich, Connecticut) war ein US-amerikanischer Grafiker, der von 1942 bis 2011 mehrere tausend Filmplakate entwarf.

## Leben
Bill Gold studierte Illustration und Design am New Yorker Pratt Institute. 1941 begann er seine Laufbahn in der Werbeabteilung von Warner Bros. Entertainment, wo er ab 1947 der Kopf für die Entwürfe der Filmplakate wurde. Von 1959 an half ihm sein jüngerer Bruder Charlie bei seiner Arbeit, ehe dieser 1987 aus dem Geschäft ausstieg. Charlie starb 75-jährig im Dezember 2003. Zu Golds weiteren langjährigen Partnern gehörte der Illustrator Bob Peak.
Bill Golds erstes Filmplakat war 1942 für das Musical Yankee Doodle Dandy. In seiner fast siebzig Jahre andauernden Laufbahn entstanden mehrere tausend solcher Plakate, darunter für einige der größten Klassiker der Filmgeschichte. Zu Golds bekanntesten Werken zählen unter anderem die Plakate für Casablanca und Uhrwerk Orange. Ab 1962 betrieb er seine eigene Firma Bill Gold Advertising. 2011 beendete Gold im Alter von 90 Jahren seine Laufbahn als Grafiker mit dem Filmplakat für Clint Eastwoods J. Edgar.
Für seine Leistungen in der Filmindustrie erhielt Bill Gold den Lifetime Achievement Award des Hollywood Reporter. Gold war aktives Mitglied des Art Directors Club, der Society of Illustrators sowie der Academy of Motion Picture Arts and Sciences.

## Filmplakate (Auswahl)

### 1940er
- 1942: Yankee Doodle Dandy
- 1942: Casablanca
- 1946: Tag und Nacht denk’ ich an Dich (Night and Day)
- 1946: Tote schlafen fest (The Big Sleep)

### 1950er
- 1951: Der Fremde im Zug (Strangers on a Train)
- 1951: Endstation Sehnsucht (A Streetcar Named Desire)
- 1954: Bei Anruf Mord (Dial M for Murder)
- 1955: Jenseits von Eden (East of Eden)
- 1955: Keine Zeit für Heldentum (Mister Roberts)
- 1956: Baby Doll – Begehre nicht des anderen Weib (Baby Doll)
- 1956: Giganten (Giant)
- 1956: Moby Dick
- 1956: Der Schwarze Falke (The Searchers)
- 1956: Der falsche Mann (The Wrong Man)
- 1957: Ein Gesicht in der Menge (A Face in the Crowd)
- 1957: Picknick im Pyjama (The Pajama Game)
- 1957: Der Prinz und die Tänzerin (The Prince and the Showgirl)
- 1958: Der alte Mann und das Meer (The Old Man and the Sea)

### 1960er
- 1961: Fieber im Blut (Splendor in the Grass)
- 1962: Music Man (The Music Man)
- 1964: My Fair Lady
- 1964: Sieben gegen Chicago (Robin and the 7 Hoods)
- 1965: Das große Rennen rund um die Welt (The Great Race)
- 1966: Wer hat Angst vor Virginia Woolf? (Who’s Afraid of Virginia Woolf?)
- 1967: Bonnie und Clyde (Bonnie and Clyde)
- 1967: Camelot – Am Hofe König Arthurs (Camelot)
- 1967: Der Unbeugsame (Cool Hand Luke)
- 1967: Warte, bis es dunkel ist (Wait Until Dark)
- 1968: Bullitt
- 1968: Funny Girl

### 1970er
- 1970: Ryans Tochter (Ryan’s Daughter)
- 1970: Das Wiegenlied vom Totschlag (Soldier Blue)
- 1970: Das Bildnis des Dorian Gray (Dorian Gray)
- 1970: Woodstock
- 1971: Der Mittler (The Go-Between)
- 1971: Uhrwerk Orange (A Clockwork Orange)
- 1971: James Bond 007 – Diamantenfieber (Diamonds Are Forever)
- 1971: Anatevka (Fiddler on the Roof)
- 1971: Jack rechnet ab (Get Carter)
- 1971: Klute
- 1971: McCabe & Mrs. Miller
- 1972: Beim Sterben ist jeder der Erste (Deliverance)
- 1972: Jeremiah Johnson
- 1972: Sinola (Joe Kidd)
- 1972: Das war Roy Bean (The Life and Times of Judge Roy Bean)
- 1972: Is’ was, Doc? (What’s Up, Doc?)
- 1973: Die amerikanische Nacht (La Nuit américaine)
- 1973: Der Exorzist (The Exorcist)
- 1973: Ein Fremder ohne Namen (High Plains Drifter)
- 1973: Papillon
- 1973: Pat Garrett jagt Billy the Kid (Pat Garrett & Billy the Kid)
- 1973: Asphalt-Blüten (Scarecrow)
- 1973: Der Clou (The Sting)
- 1973: So wie wir waren (The Way We Were)
- 1974: Extrablatt (The Front Page)
- 1974: Die Akte Odessa (The Odessa File)
- 1974: Sugarland Express (The Sugarland Express)
- 1974: Yakuza (The Yakuza)
- 1975: Barry Lyndon
- 1975: Hundstage (Dog Day Afternoon)
- 1975: Unter Wasser stirbt man nicht (The Drowning Pool)
- 1975: Funny Lady
- 1975: Ein stahlharter Mann (Hard Times)
- 1975: Das Nervenbündel (The Prisoner of Second Avenue)
- 1975: Der rosarote Panther kehrt zurück (The Return of the Pink Panther)
- 1975: Mit Dynamit und frommen Sprüchen (Rooster Cogburn)
- 1975: Unternehmen Rosebud (Rosebud)
- 1975: Tollkühne Flieger (The Great Waldo Pepper)
- 1975: Die Hindenburg (The Hindenburg)
- 1975: Die Wilby-Verschwörung (The Wilby Conspiracy)
- 1976: A Star Is Born
- 1976: Die Unbestechlichen (All the President’s Men)
- 1976: Wer schluckt schon gern blaue Bohnen? (The Duchess and the Dirtwater Fox)
- 1976: Der Unerbittliche (The Enforcer)
- 1976: Fellinis Casanova (Il Casanova di Federico Fellini)
- 1976: Der Marathon-Mann (Marathon Man)
- 1976: Der Texaner (The Outlaw Josey Wales)
- 1977: Exorzist II – Der Ketzer (Exorcist II: The Heretic)
- 1977: Julia
- 1977: Ein ausgekochtes Schlitzohr (Smokey and the Bandit)
- 1977: Der Mann, der niemals aufgibt (The Gauntlet)
- 1977: Das Ultimatum (Twilight’s Last Gleaming)
- 1978: Das verrückte California-Hotel (California Suite)
- 1978: Convoy
- 1978: Die Körperfresser kommen (Invasion of the Body Snatchers)
- 1978: Nächstes Jahr, selbe Zeit (Same Time, Next Year)
- 1978: The Wiz – Das zauberhafte Land (The Wiz)
- 1979: Das Geheimnis der Agatha Christie (Agatha)
- 1979: Flucht von Alcatraz (Escape from Alcatraz)
- 1979: Der große Santini (The Great Santini)
- 1979: Hair

### 1980er
- 1980: Mit Vollgas nach San Fernando (Any Which Way You Can)
- 1980: Bronco Billy
- 1980: Fame – Der Weg zum Ruhm (Fame)
- 1980: Heaven’s Gate
- 1980: Der Jazz-Sänger (The Jazz Singer)
- 1980: Long Riders (The Long Riders)
- 1980: Die nackte Bombe (The Nude Bomb)
- 1980: Ein tödlicher Traum (Somewhere in Time)
- 1980: Der lange Tod des Stuntman Cameron (The Stunt Man)
- 1981: Die Hunde des Krieges (The Dogs of War)
- 1981: Kampf der Titanen (Clash of the Titans)
- 1981: Endlose Liebe (Endless Love)
- 1981: James Bond 007 – In tödlicher Mission (For Your Eyes Only)
- 1981: Am goldenen See (On Golden Pond)
- 1982: Das Böse unter der Sonne (Evil Under the Sun)
- 1982: Firefox
- 1982: Honkytonk Man
- 1982: Ein Draufgänger in New York (My Favorite Year)
- 1983: Atemlos (Breathless)
- 1983: Cross Creek
- 1983: Kopfjagd (Eddie Macon’s Run)
- 1983: Gorky Park
- 1983: Höllenjagd bis ans Ende der Welt (High Road to China)
- 1983: Sag niemals nie (Never Say Never Again)
- 1983: Dirty Harry kommt zurück (Sudden Impact)
- 1984: City Heat – Der Bulle und der Schnüffler (City Heat)
- 1984: Harry & Sohn
- 1984: Splash – Eine Jungfrau am Haken (Splash)
- 1984: Menschen am Fluß (The River)
- 1984: Der Wolf hetzt die Meute (Tightrope)
- 1985: Pale Rider – Der namenlose Reiter (Pale Rider)
- 1986: Freiwurf (Hoosiers)
- 1986: Heartbreak Ridge
- 1986: Platoon
- 1987: Hamburger Hill
- 1987: Das Ritual (The Believers)
- 1987: The Untouchables – Die Unbestechlichen (The Untouchables)
- 1988: Bird
- 1988: Colors – Farben der Gewalt (Colors)
- 1988: Das Todesspiel (The Death Pool)
- 1988: Mississippi Burning – Die Wurzel des Hasses (Mississippi Burning)
- 1988: Moonwalker
- 1988: Angeklagt (The Accused)
- 1989: Pink Cadillac

### 1990er
- 1990: Die Affäre der Sunny von B. (Reversal of Fortune)
- 1990: Im Vorhof der Hölle (State of Grace)
- 1990: Das Feld (The Field)
- 1990: Rookie – Der Anfänger (The Rookie)
- 1992: Erbarmungslos (Unforgiven)
- 1993: In the Line of Fire – Die zweite Chance (In the Line of Fire)
- 1993: Perfect World (A Perfect World)
- 1995: Die Brücken am Fluß (The Bridges of Madison County)
- 1997: Absolute Power
- 1999: Ein wahres Verbrechen (True Crime)

### Nach 2000
- 2000: Space Cowboys
- 2003: Mystic River
- 2011: J. Edgar